# タガント州
タガント州（タガントしゅう、アラビア語: ولاية تكانت）は、モーリタニアを構成する12の州の一つ。州都はティジクジャ。

## 下位行政区画
- Moudjeria Department
- Tichit Department
- Tidjikja Department